# Kate Douglass
Katherine Cadwallader Douglass (New York, 17 november 2001) is een Amerikaanse zwemster. Ze vertegenwoordigde haar vaderland op de Olympische Zomerspelen 2020 in Tokio.

## Carrière
Bij haar internationale debuut, tijdens de Olympische Zomerspelen van 2020 in Tokio, veroverde Douglass de bronzen medaille op de 200 meter wisselslag.

## Internationale toernooien
| Jaar | Olympische Spelen | WK langebaan | WK kortebaan   | PanPacs | Pan-Amerikaanse Spelen |
| ---- | ----------------- | ------------ | -------------- | ------- | ---------------------- |
| 2021 | 200m wisselslag   |              | 13-18 december |         |                        |

## Persoonlijke records
Bijgewerkt tot en met 28 juli 2021
Langebaan
| Afstand          | Tijd    | Datum        | Plaats       |
| ---------------- | ------- | ------------ | ------------ |
| 50m vrije slag   | 24,54   | 15 mei 2021  | Indianapolis |
| 100m vrije slag  | 54,14   | 17 juni 2021 | Omaha        |
| 100m vlinderslag | 56,56   | 14 juni 2021 | Omaha        |
| 200m wisselslag  | 2.09,04 | 28 juli 2021 | Tokio        |